# Filippo De Filippi (1869-1938)
Filippo De Filippi (Torino, 6 aprile 1869 – Settignano, 23 settembre 1938) è stato un medico e viaggiatore italiano.

## Biografia
Nipote del celebre zoologo Filippo de Filippi dal quale ereditò la passione per i viaggi. Diventò professore di medicina operatoria all'Università di Bologna e studioso di fisiologia. Nel 1897 partecipò col duca degli Abruzzi alla spedizione sul monte Sant'Elia in Alaska e ne stese la relazione.
Nel 1903 traversò il Caucaso. Nel 1909 partecipò col duca degli Abruzzi alla spedizione in Nepal, sul massiccio del Karakorum, verso la vetta del K2. Scrisse anche relazioni di viaggi del duca degli Abruzzi alle quali non prese parte direttamente tra le quali quella del Ruwenzori,. Negli anni 1913-1914 diresse una spedizione italiana nel Baltistan e nel Turkestan cinesi. Nel corso della prima guerra mondiale diresse l'Ufficio di propaganda e informazione dell'esercito italiano a Londra. Fu membro di varie società scientifiche e dell'Accademia dei Lincei.

## Opere
- Filippo De Filippi, Der Forschungreise S.K.H. des Prinzen Ludwig Amadeus von Savoyen, herzogs der Abruzzen, nach dem Eliasberge in Alaska im Jahre 1897, Leipzig, J. J. Weber, 1900.
- Filippo De Filippi, Piano generale di una spedizione scientifica nel karakoram orientale coll'intento di esplorare e rilevare la posizione tuttora ignorata della catena e di compiere osservazioni sistematiche nei vari rami della fisica terrestre, Roma, Reale Accademia Dei Lincei, 1913.
- Filippo De Filippi, Quarta relazione della spedizione scientifica nel Karakoram orientale, Roma, Reale Accademia Dei Lincei, 1915.
- Filippo De Filippi, Storia della spedizione scientifica italiana nel Himàlaia Caracorùm e Turchestàn cinese (1913 - 1914), Bologna, Nicola Zanichelli, 1924.
- Filippo De Filippi, Proposta e progetto per la preparazione e pubbl. di una ed. crit. della Raccolta di navigazioni e viaggi di Giambattista Ramusio non più riedificata dopo il 1606-1613, Firenze, s.n., 1932.
- Filippo De Filippi, I viaggiatori italiani in Asia, con proemio di Giovanni Gentile, Roma, Istituto italiano per il Medio ed Estremo Oriente, 1934.
- Filippo De Filippi, Ragguaglio e le memorie dei viaggi e missione nel Tibet di padre Ippolito Desideri da Pistoia, Roma, Società Geografica Italiana, 1939.